# Măgura Odobești (sit SPA)
Măgura Odobești este o zonă protejată (arie de protecție specială avifaunistică - SPA) situată în estul României, pe teritoriul administrativ al județului Vrancea.

## Localizare
Aria naturală se află în extremitatea centrală a județului Vrancea, pe teritoriul administrativ al comunelor Bolotești, Broșteni, Jariștea, Mera, Reghiu  și Valea Sării, în imediata apropiere de drumul național DN2A, care leagă municipiul Focșani de Târgu Secuiesc.

## Descriere
Zona a fost declarată Arie de Protecție Specială Avifaunistică prin Hotărârea  de Guvern nr. 1284 din 24 octombrie 2007 (privind declararea ariilor de protecție specială avifaunistică ca parte integrantă a rețelei ecologice europene Natura 2000 în România) și se întinde pe o suprafață de 13.164,7 hectare.

## Avifaună

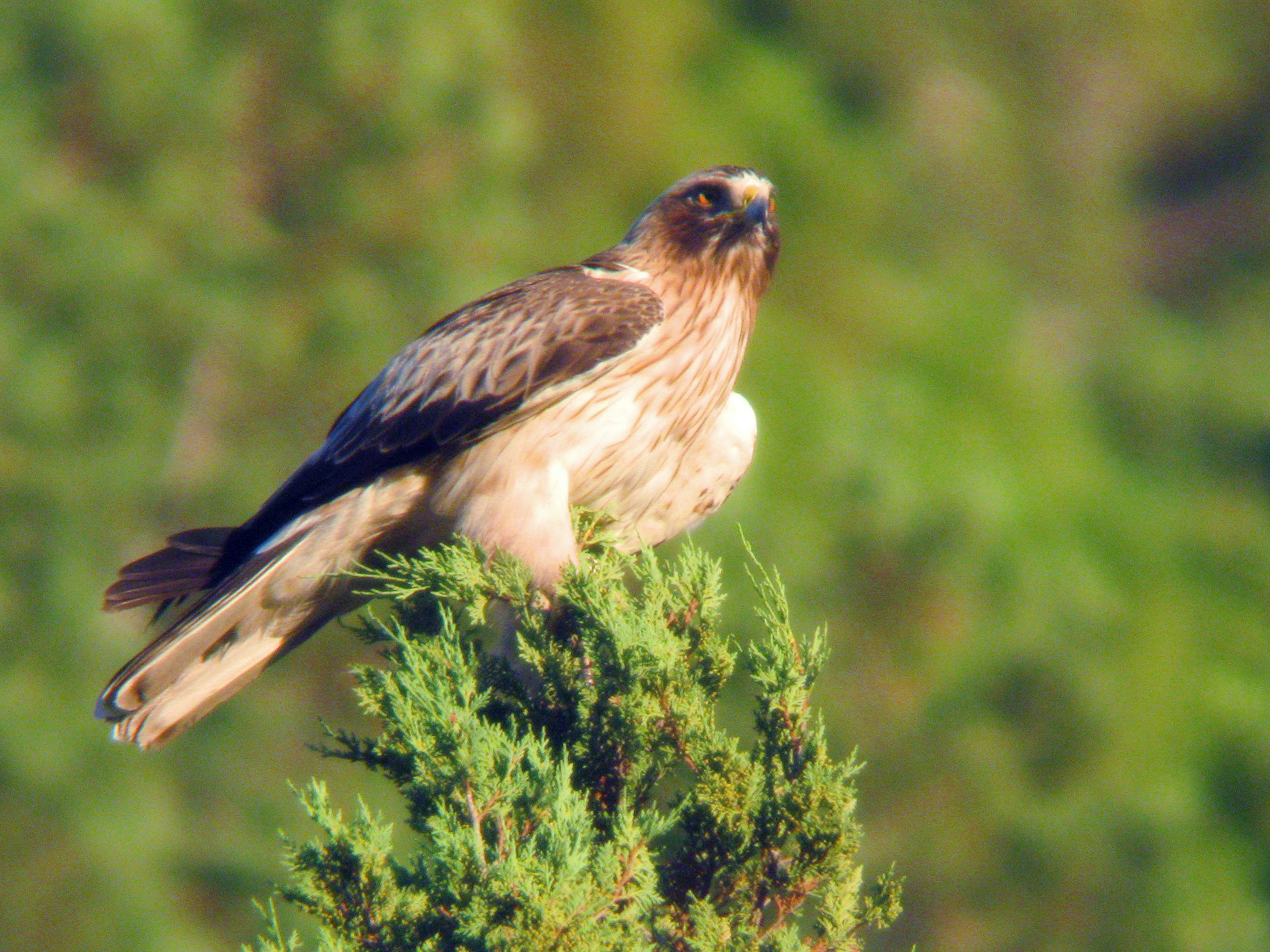
Acvilă pitică (Hieraaetus pennatus)

Aria protejată (încadrată în bioregiune geografică continentală cuprinsă între râurile Putna și Milcov) reprezintă o zonă naturală (râuri, pășuni, păduri de foioase, terenuri arabile cultivate) ce asigură condiții de hrană, cuibărit și viețuire pentru mai multe specii de păsări migratoare, de pasaj sau sedentare enumerate în anexa I-a a Directivei Consiliului European 2009/147/CE din 30 noiembrie 2009, privind conservarea păsărilor sălbatice.
Printre păsările protejate semnalate în arealul sitului se află exemplare de: caprimulg (Caprimulgus europaeus), ieruncă (Tetrastes bonasia), ciocănitoare cu spate alb (Dendrocopos leucotos), ciocănitoare de stejar (Dendrocopos medius), ciocănitoarea de grădină (Dendrocopos syriacus), șoim-de-iarnă (Falco columbarius), muscar-gulerat (Ficedula albicollis), muscar (Ficedula parva), acvilă pitică (Hieraaetus pennatus, specie aflată pe lista roșie a IUCN), ciocârlie-de-pădure (Lullula arborea), viespar (Pernis apivorus) sau ciocănitoarea verzuie (Picus canus).

## Căi de acces
- Drumul național DN2D pe ruta: Focșani - Putna - Bolotești.
- Drumul județean DJ205A pe ruta: Focșani - Odobești - Broșteni- Pitulușa.

## Monumente și atracții turistice
În vecinătatea sitului se află câteva obiective de interes istoric, cultural și turistic; astfel:

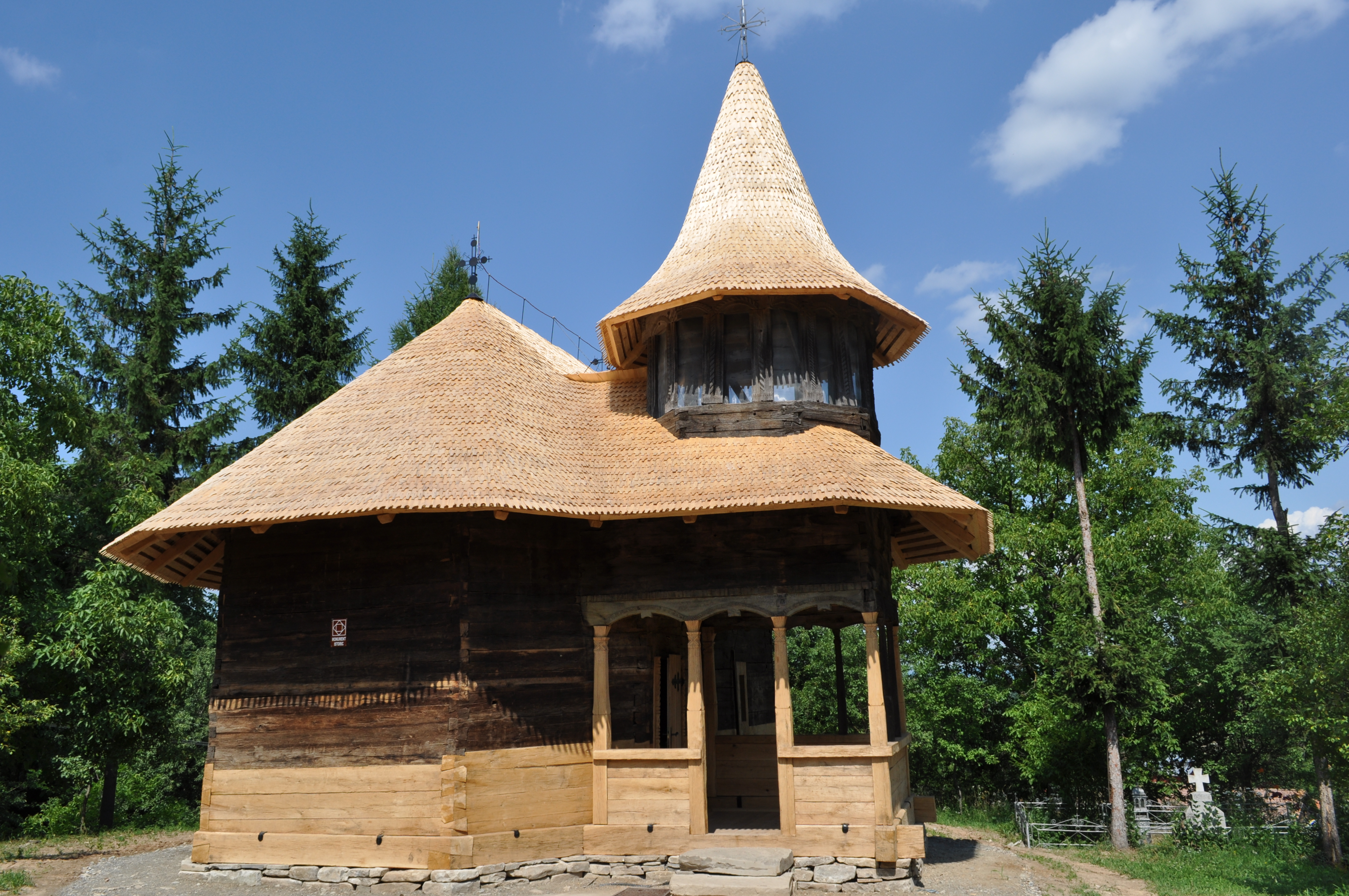
Biserica de lemn din Valea Sării

- Ansamblul fostei mănăstiri Mera (Biserica "Sf. Împărați", turn clopotniță și clădiri anexă) din satul Mera, construcție 1685, monument istoric.
- Biserica de lemn "Cuvioasa Paraschiva" din Valea Sării, construcție 1772-1773, monument istoric.
- Biserica de lemn „Sfântul Nicolae” din Prisaca, construcție secolul al XVIII-lea, monument istoric.
- Troița Eroilor (1877 - 1878 și 1916 - 1918) din satul Prisaca (aflată în curtea interioară a bisericii), construcție 1941, monument istoric.
- Situl arheologic "Pițigoi" de la Pădureni (Latène III, Cultura geto - dacică).
- Necopola tumulară de la Bolotești aflată pe terasa superioară a râului Putna (Epoca bronzului timpuriu, Cultura de stepă nord-vest pontică).
- Rezervațiile naturale: Pădurea Reghiu - Scruntaru și Pârâul Bozu.